# Zyprischer Fußballpokal 1992/93
Der Zyprische Fußballpokal 1992/93 war die 51. Austragung des zyprischen Pokalwettbewerbs. Er wurde vom zyprischen Fußballverband ausgetragen. Das Finale fand am 19. Juni 1993 im GSZ-Stadion von Larnaka statt.
Pokalsieger wurde APOEL Nikosia. Das Team setzte sich im Finale gegen Titelverteidiger Apollon Limassol durch. Apollon qualifizierte sich durch den Sieg für den Europapokal der Pokalsieger 1993/94.

## Modus
Die Begegnungen der 1., 2. Vorrunde und der 1. Runde wurden in einem Spiel ausgetragen. Bei unentschiedenem Ausgang wurde das Spiel um zweimal 15 Minuten verlängert. Stand danach kein Sieger fest, folgte ein Wiederholungsspiel auf des Gegners Platz. Endete auch dies unentschieden, gab es eine Verlängerung und gegebenenfalls ein Elfmeterschießen.
Von der 2. Runde bis zum Halbfinale wurden alle Begegnungen in Hin- und Rückspiel ausgetragen. Bei Torgleichheit entschied zunächst die Anzahl der auswärts erzielten Tore, danach eine Verlängerung und schließlich das Elfmeterschießen.

## Teilnehmer
| First Division (14) | Second Division (14) | Third Division (14) | Fourth Division (30) | Fourth Division (30) |
| --- | --- | --- | --- | --- |
| - EPA Larnaka - AEL Limassol - Anorthosis Famagusta - APOEL Nikosia - Apollon Limassol - APOP Paphos - Aris Limassol - Enosis Neon Paralimni - Ethnikos Achnas - Evagoras Paphos - Nea Salamis Famagusta - Olympiakos Nikosia - Omonia Nikosia - Pezoporikos Larnaka | - Akritas Chlorakas - Alki Larnaka - Anagennisi Deryneia - APEP Palendriou - APEP Pitsilia - Chalkanoras Idaliou - Digenis Akritas Morphou - Doxa Katokopia - Enosis Neon THOI Lakatamia - Ethnikos Assia - Omonia Aradippou - Onisilos Sotira - Orfeas Nikosia - PAEEK Kyrenia | - Achyronas Liopetriou - Adonis Idaliou - AEK Kakopetrias - AEK Katholiki - AEZ Zakakiou - Apollon Lympion - AO Agia Napa - Digenis Akritas Ypsona - Ermis Aradippou - Ethnikos Defteras - Livadiakos Livadion - Othellos Athienou - OXEN Peristeronas - Tsaggaris Peledriou | - Achilleas Agios Theraponta - AEK Kythreas - Anagennisi Lythrodonta - Anorthosis Kato Polemidion - APEY Ypsona - ASIL Lysi - ASO Ormideia - ATE PEK Ergaton - ATE PEK Parekklisias - Digenis Oroklinis - Doxa Devtera - Doxa Paliometochou - Ellinismos Akakiou - Elia Lythrodonta - Elpida Liopetriou | - Elpida Prosfigon Paphou - Elpida Xylofagou - Enosis Kokkinotrimithia - Ethnikos Empas - Ethnikos Latsion - Fotiakos Frenarou - Iraklis Gerolakkou - Kimonas Xylotympou - MEAP Nisou - Olympias Frenarou - Olympos Xylofagou - Orfeas Athienou - Rotsidis Mammari - Poseidonas Giolou - Triptolemus Evrychou |

## 1. Vorrunde
In dieser Runde traten alle 14 Teams der Third Division und 30 Teams der Fourth Division an.
|                         | Ergebnis  |                            |
| ----------------------- | --------- | -------------------------- |
| Achyronas Liopetriou    | 2:1       | Ethnikos Defteras          |
| Adonis Idaliou          | 5:2       | Olympias Frenarou          |
| AEK Kakopetrias         | 2:1       | Ellinismos Akakiou         |
| AEK Katholiki           | 4:3       | Ethnikos Latsion           |
| AEK Kythreas            | 1:0       | Ethnikos Empas             |
| Anagennisi Lythrodonta  | 1:2       | Anorthosis Kato Polemidion |
| ATE PEK Parekklisias    | 1:2       | Poseidonas Giolou          |
| Digenis Akritas Ypsona  | ?:?       | Achilleas Agios Theraponta |
| Digenis Oroklinis       | 4:3 n. V. | ATE PEK Ergaton            |
| Elia Lythrodonta        | 1:2       | Elpida Xylofagou           |
| Elpida Liopetriou       | 1:2       | Livadiakos Livadion        |
| Elpida Prosfigon Paphou | 1:1 n. V. | Fotiakos Frenarou          |
| Enosis Kokkinotrimithia | 3:2       | Doxa Paliometochou         |
| Iraklis Gerolakkou      | 5:2       | APEY Ypsona                |
| Kimonas Xylotympou      | 1:2 n. V. | Apollon Lympion            |
| MEAP Nisou              | 5:2       | Doxa Devtera               |
| Olympos Xylofagou       | 0:4       | AO Agia Napa               |
| Orfeas Athienou         | 4:1       | ASO Ormideia               |
| OXEN Peristeronas       | 0:3       | Othellos Athienou          |
| Rotsidis Mammari        | 5:3       | ASIL Lysi                  |
| Triptolemus Evrychou    | 2:1       | Ermis Aradippou            |
| Tsaggaris Peledriou     | 1:2       | AEZ Zakakiou               |

### Wiederholungsspiel
|                   | Ergebnis |                         |
| ----------------- | -------- | ----------------------- |
| Fotiakos Frenarou | ?:?      | Elpida Prosfigon Paphou |

## 2. Vorrunde
In dieser Runde stiegen alle 14 Teams der Second Division ein.
|                         | Ergebnis |                            |
| ----------------------- | -------- | -------------------------- |
| AO Agia Napa            | 1:4      | Onisilos Sotira            |
| AEK Katholiki           | 2:1      | Akritas Chlorakas          |
| AEK Kythreas            | 1:7      | AEK Kakopetrias            |
| AEZ Zakakiou            | 1:0      | Ethnikos Assia             |
| Alki Larnaka            | 3:1      | Fotiakos Frenarou          |
| Digenis Akritas Morphou | 0:3      | Digenis Akritas Ypsona     |
| Digenis Oroklinis       | 2:1      | Adonis Idaliou             |
| Elpida Xylofagou        | 3:2      | Achyronas Liopetriou       |
| Enosis Kokkinotrimithia | 0:6      | Enosis Neon THOI Lakatamia |
| Iraklis Gerolakkou      | 3:0      | Anorthosis Kato Polemidion |
| Livadiakos Livadion     | 1:0      | Orfeas Nikosia             |
| MEAP Nisou              | 4:1      | Poseidonas Giolou          |
| Omonia Aradippou        | 6:0      | Apollon Lympion            |
| Orfeas Athienou         | 0:2      | APEP Pitsilia              |
| Othellos Athienou       | 0:1      | APEP Palendriou            |
| Rotsidis Mammari        | 2:4      | PAEEK Kyrenia              |
| Triptolemus Evrychou    | 0:3      | Doxa Katokopia             |
| Chalkanoras Idaliou     | 1:2      | Anagennisi Deryneia        |

## 1. Runde
Alle 14 Vereine der First Division stiegen in dieser Runde ein.
|                        | Ergebnis |                            |
| ---------------------- | -------- | -------------------------- |
| AEK Kakopetrias        | 0:2      | Nea Salamis Famagusta      |
| AEK Katholiki          | 1:2      | Pezoporikos Larnaka        |
| AEL Limassol           | 3:1      | AEZ Zakakiou               |
| Anagennisi Deryneia    | 3:2      | Digenis Oroklinis          |
| Anorthosis Famagusta   | 3:0      | MEAP Nisou                 |
| APEP Palendriou        | 0:5      | APOP Paphos                |
| Apollon Limassol       | 2:1      | Enosis Neon THOI Lakatamia |
| Digenis Akritas Ypsona | 00:11    | Omonia Nikosia             |
| Doxa Katokopia         | 1:2      | Aris Limassol              |
| Enosis Neon Paralimni  | 5:2      | Onisilos Sotira            |
| EPA Larnaka            | 5:1      | Elpida Xylofagou           |
| Evagoras Paphos        | 3:0      | APEP Pitsilia              |
| Iraklis Gerolakkou     | 0:6      | APOEL Nikosia              |
| Olympiakos Nikosia     | 3:1      | Alki Larnaka               |
| Omonia Aradippou       | 1:2      | Ethnikos Achnas            |
| PAEEK Kyrenia          | 3:1      | Livadiakos Livadion        |

## 2. Runde
|                       | Gesamt |                       | Hinspiel | Rückspiel |
| --------------------- | ------ | --------------------- | -------- | --------- |
| AEL Limassol          | 3:4    | Olympiakos Nikosia    | 2:3      | 1:1       |
| Anorthosis Famagusta  | 1:0    | Evagoras Paphos       | 0:0      | 1:0       |
| Apollon Limassol      | 1:0    | Omonia Nikosia        | 0:0      | 1:0       |
| APOP Paphos           | 1:5    | APOEL Nikosia         | 0:1      | 1:4       |
| Aris Limassol         | 3:0    | Ethnikos Achnas       | 1:0      | 2:0       |
| PAEEK Kyrenia         | 1:3    | Pezoporikos Larnaka   | 1:2      | 0:1       |
| Pezoporikos Larnaka   | 5:0    | Enosis Neon Paralimni | 3:0      | 2:0       |
| Nea Salamis Famagusta | 2:0    | Anagennisi Deryneia   | 2:0      | 0:0       |

## Viertelfinale
|                       | Gesamt    |                      | Hinspiel | Rückspiel |
| --------------------- | --------- | -------------------- | -------- | --------- |
| APOEL Nikosia         | 4:2       | Anorthosis Famagusta | 1:0      | 3:2       |
| Olympiakos Nikosia    | (a)3:3(a) | EPA Larnaka          | 1:1      | 2:2       |
| Pezoporikos Larnaka   | 2:3       | Apollon Limassol     | 1:1      | 1:2       |
| Nea Salamis Famagusta | 4:3       | Aris Limassol        | 1:0      | 3:3       |

## Halbfinale
|                       | Gesamt |                    | Hinspiel | Rückspiel |
| --------------------- | ------ | ------------------ | -------- | --------- |
| Apollon Limassol      | 5:2    | Olympiakos Nikosia | 3:1      | 2:1       |
| Nea Salamis Famagusta | 1:3    | APOEL Nikosia      | 1:0      | 0:3       |

## Finale
| Paarung          | APOEL Nikosia – Apollon Limassol |
| Ergebnis         | 4:1 (1:0) |
| Datum            | 19. Juni 1993 |
| Stadion          | GSZ-Stadion, Larnaka |
| Tore             | 1:0 Svetozar Šapurić (16., Elfmeter) 1:1 Milenko Špoljarić (62., Elfmeter) 2:1 Andreas Sotiriou (65.) 3:1 Yiannos Ioannou (71.) 4:1 Yiannos Ioannou (83.) |
| APOEL Nikosia    | Andros Petridis – Costas Costa, Costas Miamiliotis, Aristos Aristokleous, Dimitris Kleanthous – Marinos Satsias, (89. Nikos Charalambous), Svetozar Šapurić, Loukas Chatziloukas (88. Christo Pounas) – Sinisa Gogić, Yiannos Ioannou, Andreas Sotiriou                           |
| Apollon Limassol | Michalis Christofi – Antonis Andrellis, Chrysostomos Christofi, (82. Elias Kapsalis), Dimitros Ioannou, Charalampos Pittas – Marios Charalambous, Giannakis Giagoudakis, Milenko Špoljarić, Charalampos Christofi, (62. Georgioss. Iosifidis) – Angelos Tsolakis, Slađan Šćepović |